# Albrecht Dürer

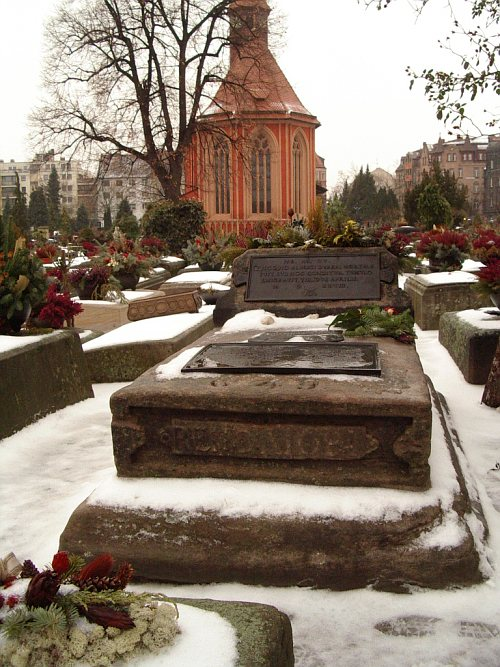
Grób artysty w Norymberdze

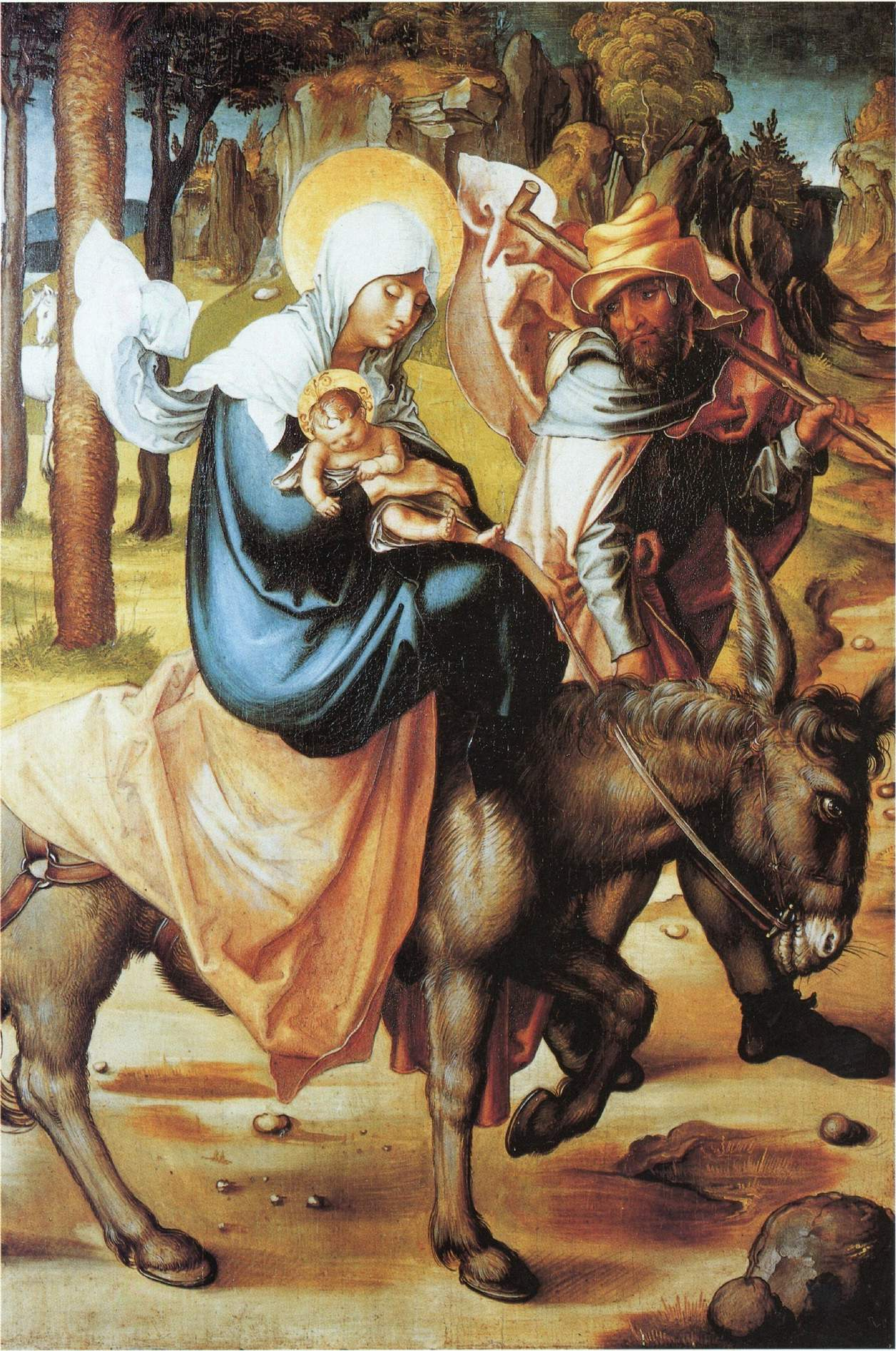
Ucieczka do Egiptu (1494-7)

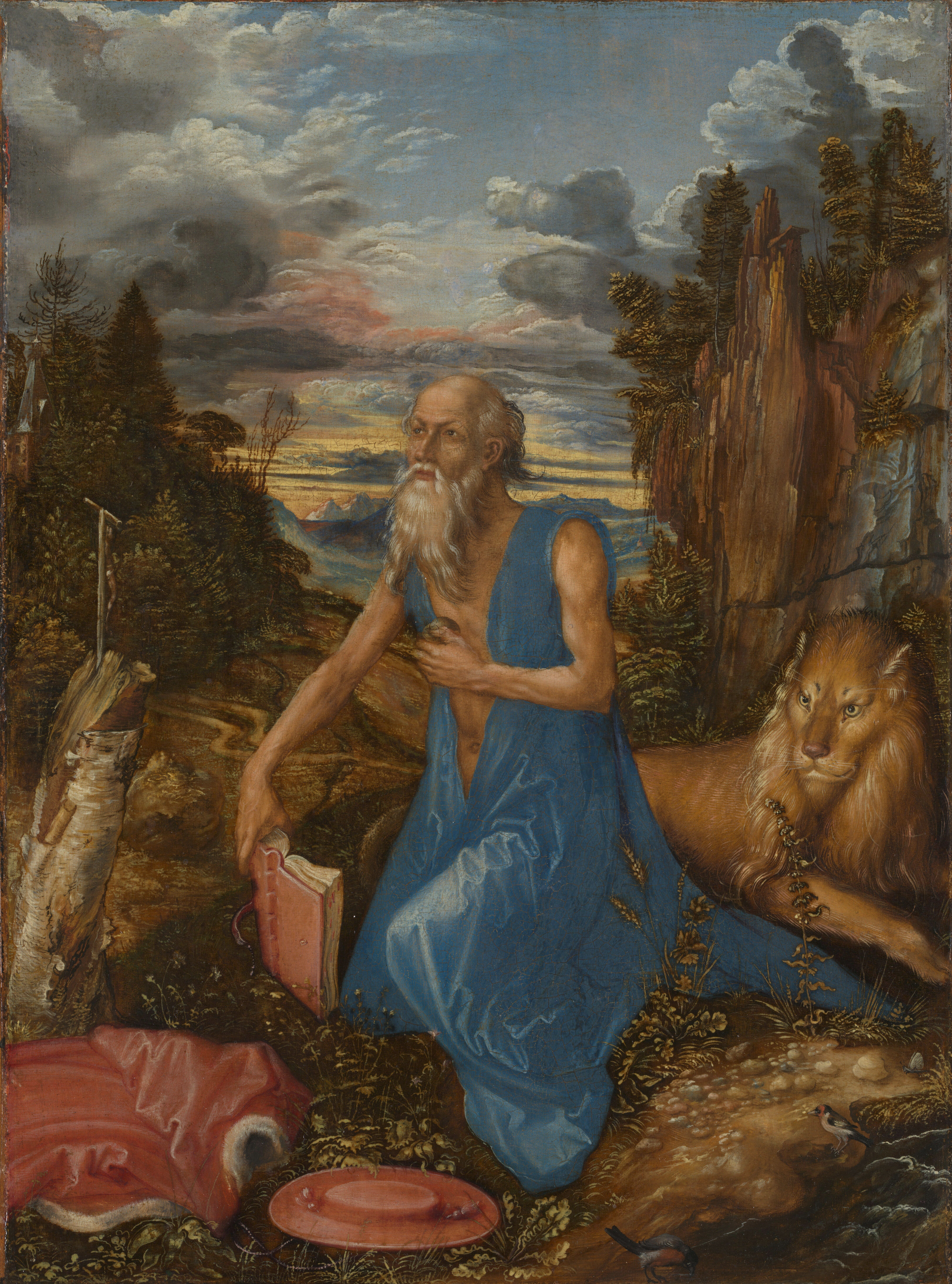
Św. Hieronim na pustyni (ok. 1495)

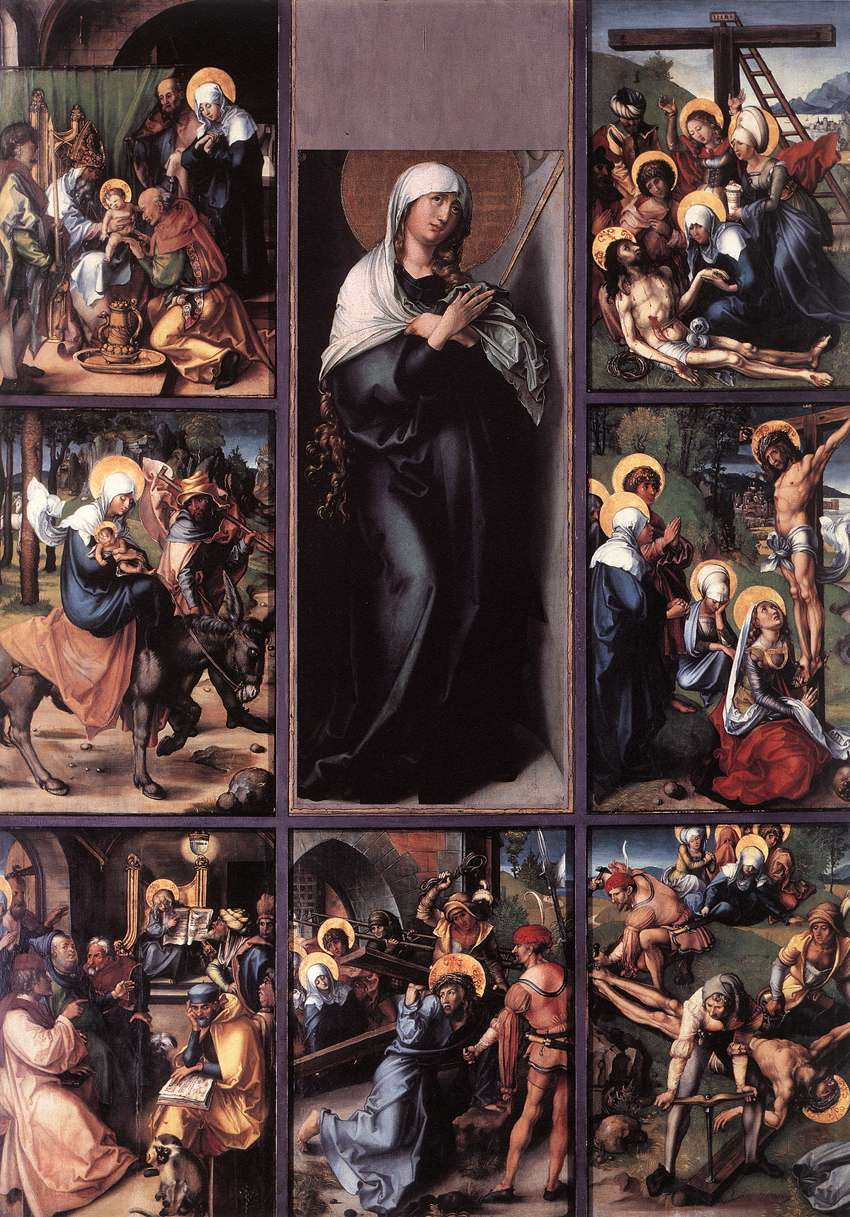
Siedem boleści Maryi (ok. 1496)

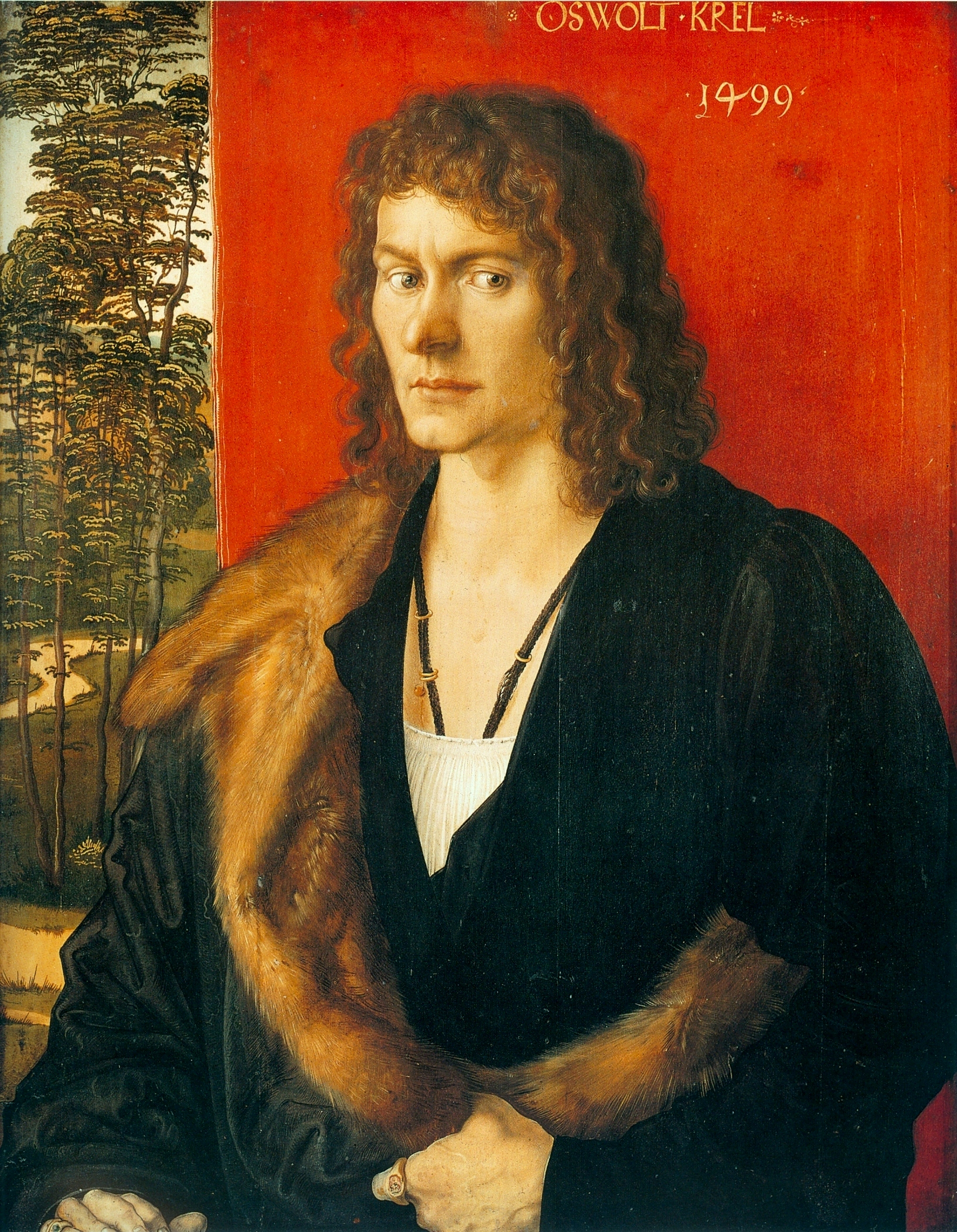
Portret Osvolta Krela (1499)

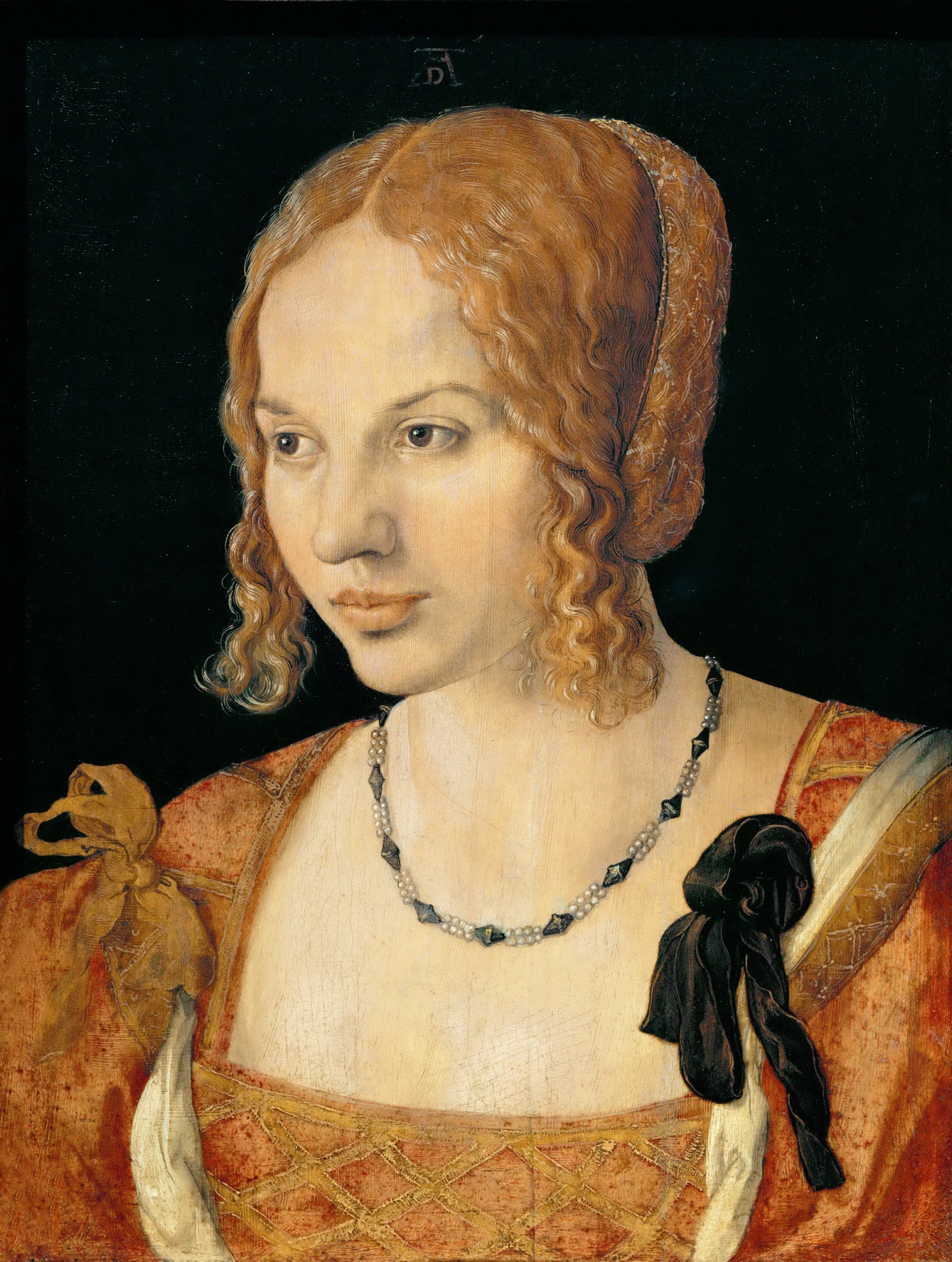
Portret młodej Wenecjanki (1505)

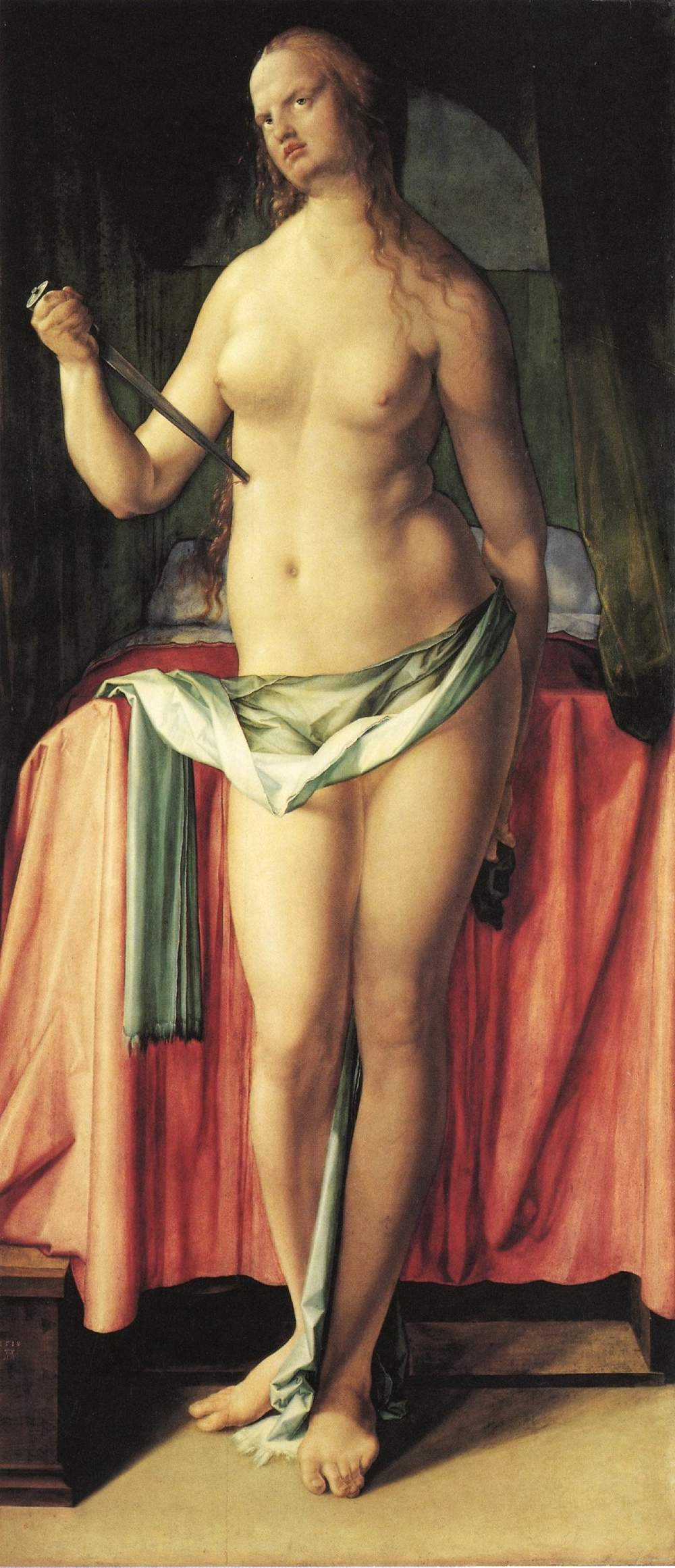
Samobójstwo Lukrecji (1518)

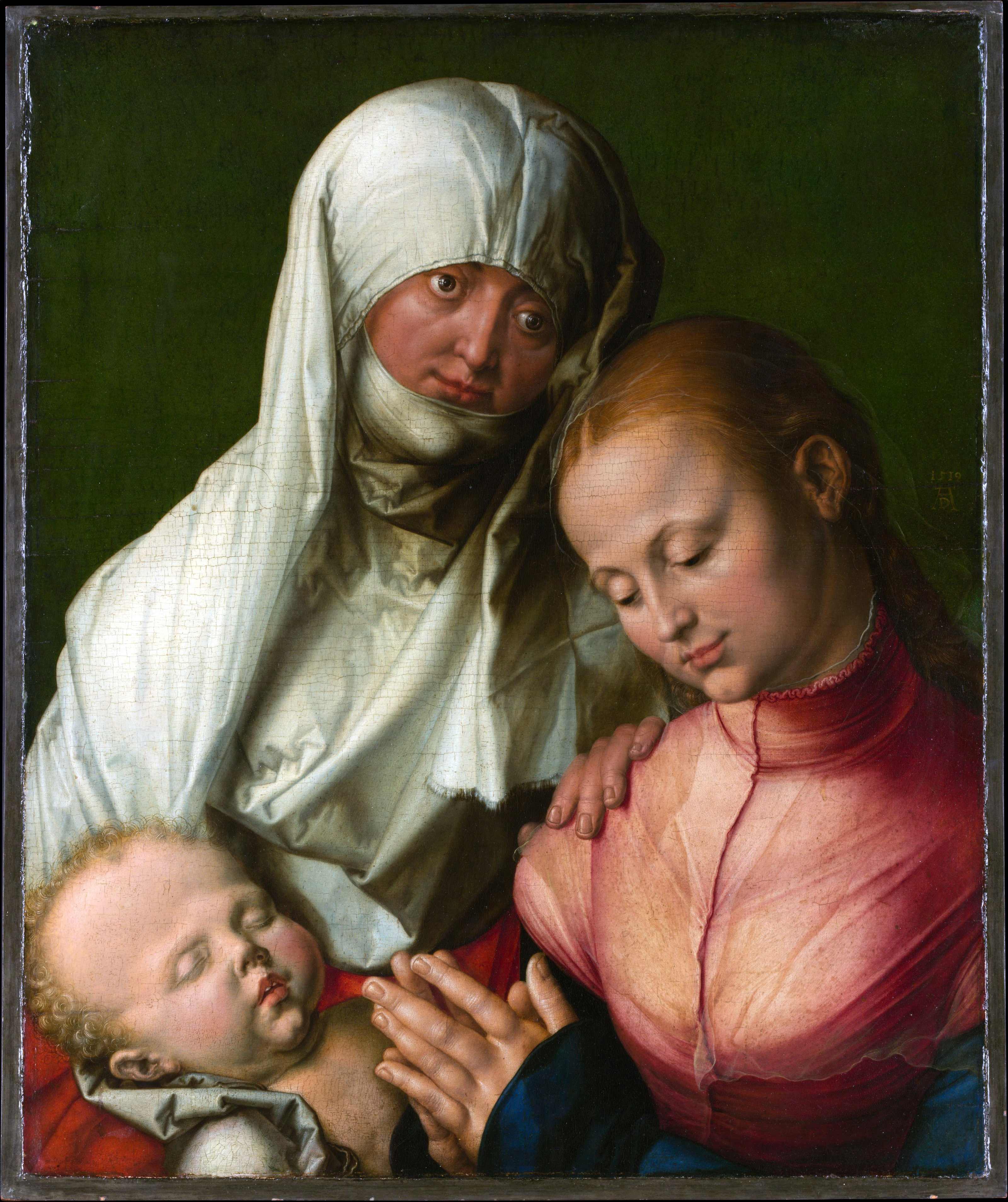
Święta Anna Samotrzecia (ok. 1519)

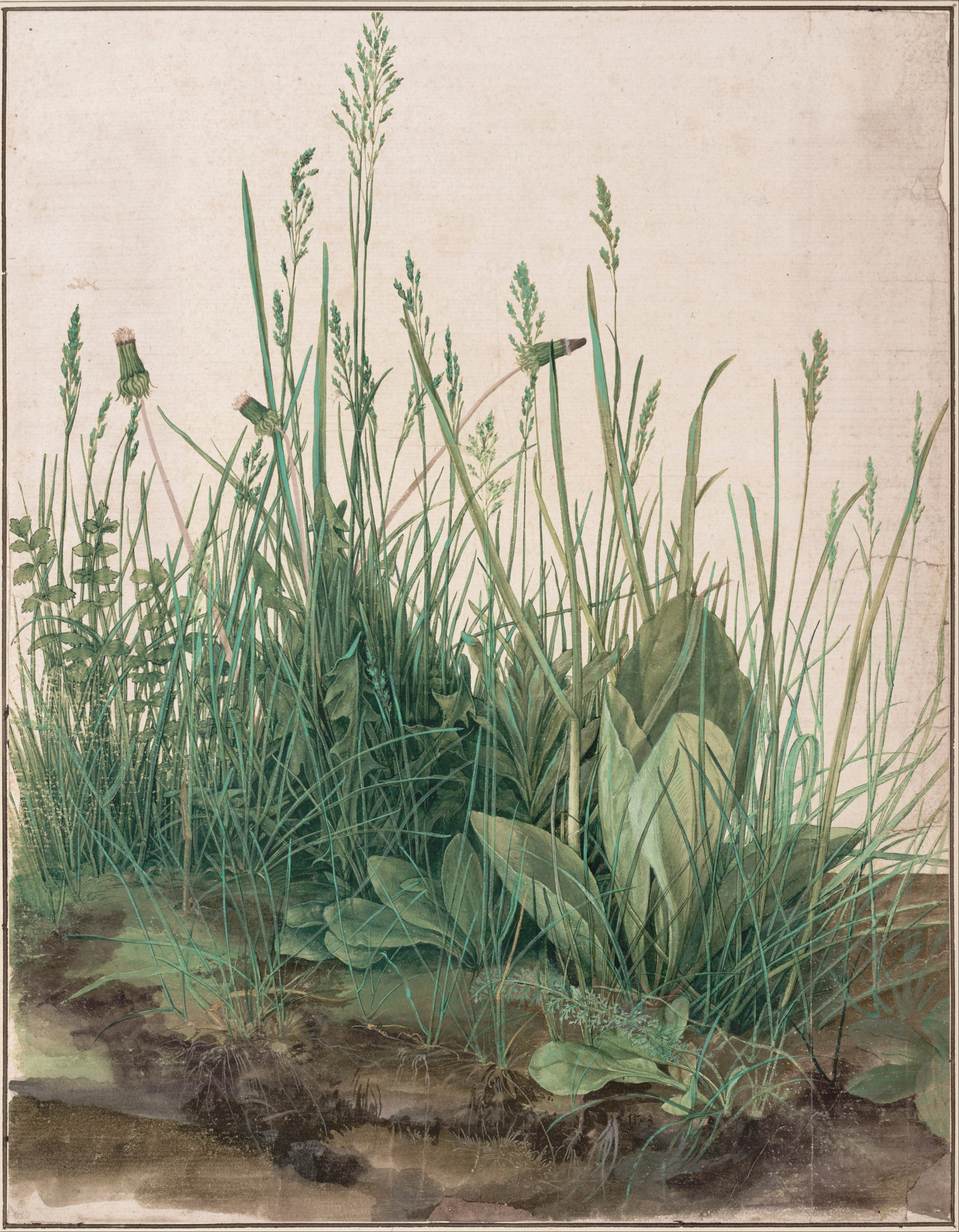
Studium traw (1503)

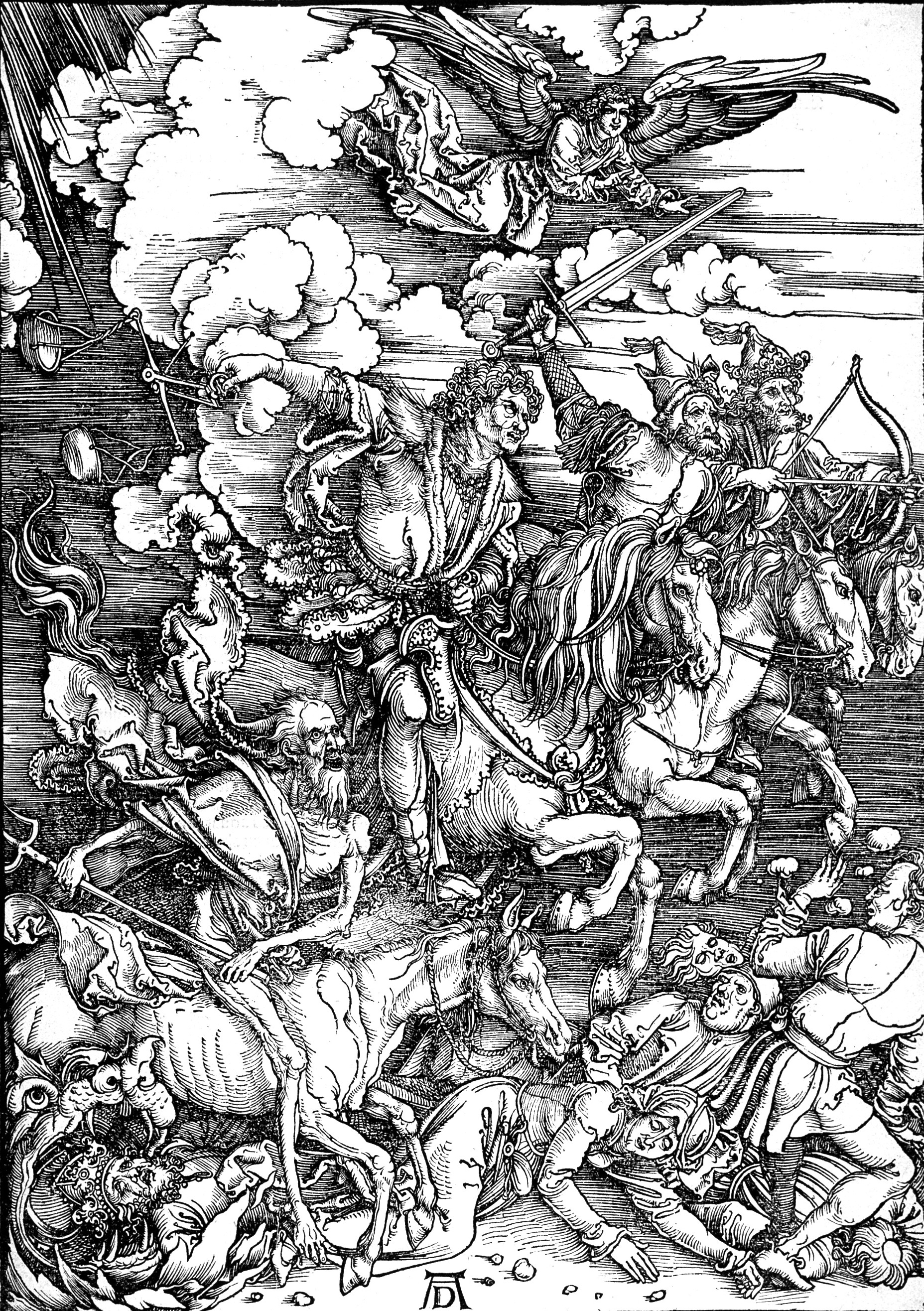
Jeźdźcy Apokalipsy (1497-98)

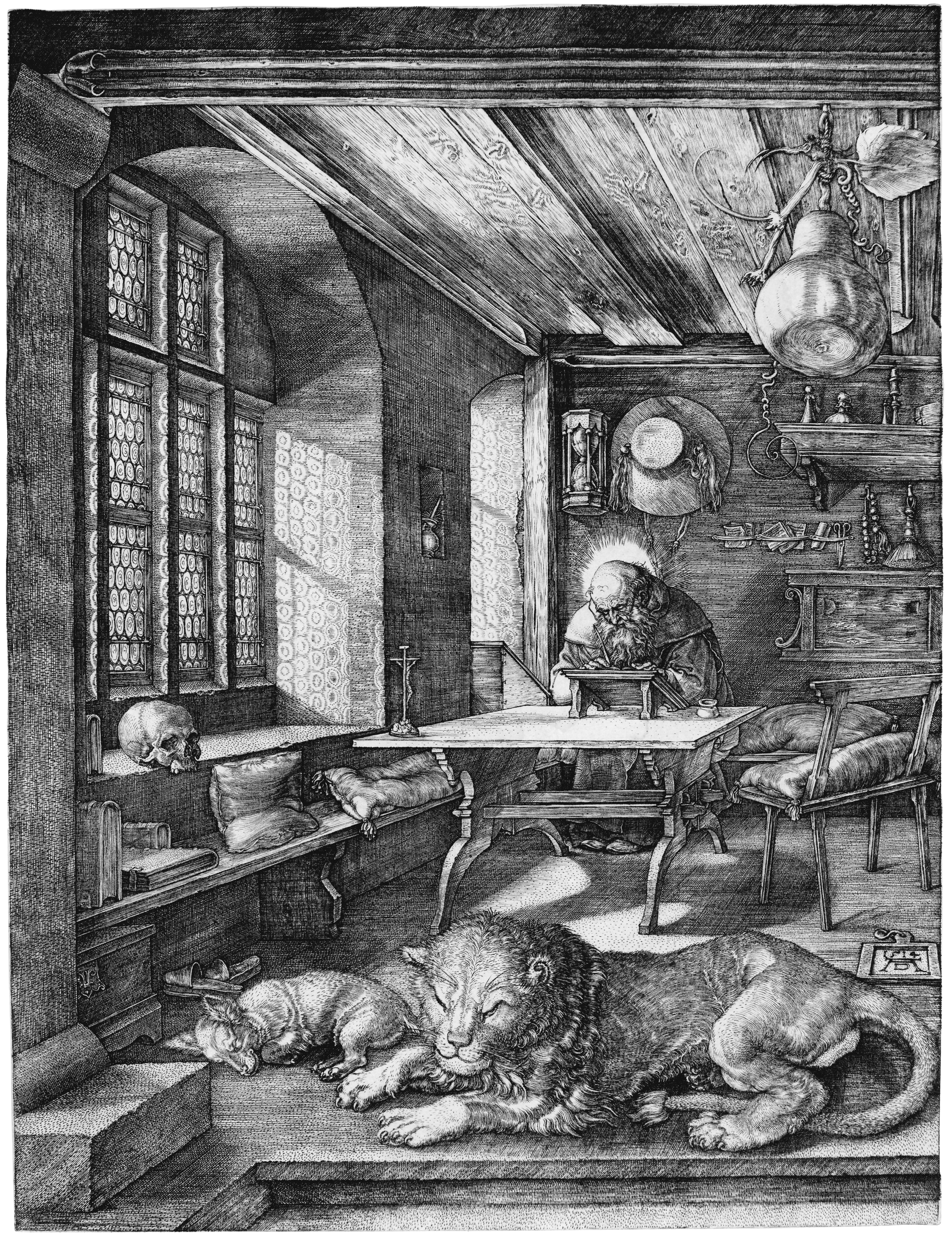
Św. Hieronim w celi (1514)

Albrecht Dürer (wym. ˈalbʁɛçt ˈdyːʁɐ, ur. 21 maja 1471 w Norymberdze, zm. 6 kwietnia 1528 tamże) – niemiecki artysta: malarz, grafik i rysownik, a także teoretyk sztuki; uważany za najwybitniejszego artystę niemieckiego renesansu.

## Życiorys

### Dzieciństwo i młodość
Ojciec Dürera, również Albrecht, urodził się w węgierskiej wsi Eytas. W roku 1455 przybył do Norymbergi, gdzie zajął się złotnictwem. W 1467 ożenił się z Barbarą Holper, córką swojego mistrza. Z osiemnaściorga dzieci, Albrecht był trzecim. Jego brat, Hans Dürer, również poświęcił się sztuce, pracując na dworze króla Zygmunta Starego w Krakowie. Albrecht Dürer (ojciec), kształcił syna w złotnictwie już od wczesnej młodości. Ponieważ ojciec uczył się swego fachu u mistrzów niderlandzkich, stąd młody Albrecht od początku poznał sztukę wypływającą z tradycji Jana van Eycka i Rogera van der Weyden, ponadto zaznajomił się z techniką rytu, co miało ważny wpływ na jego dalszy rozwój artystyczny. Z tego czasu pochodzi jego popiersie, które narysował mając 13 lat (1484, Albertina, Wiedeń) oraz Madonna z dwoma aniołami (1485). W latach 1485–1490 terminował u norymberskiego malarza Michaela Wolgemuta.
Od Wielkanocy 1490 do Zielonych Świątek 1494 wędrował Dürer przez Górną Nadrenię. Była to pierwsza z trzech wielkich podróży jego życia, której dokładna droga nie jest znana. Niewykluczone, że udał się później do Niderlandów bądź Westfalii czy Palatynatu, nim w 1491 zatrzymał się w Alzacji, a nie spotkawszy już w Colmarze zmarłego 2 lutego 1491 Martina Schongauera, wybitnego grafika, powrócił do Bazylei, gdzie korzystał z gościny brata Schongauera, Georga.
Jesienią 1493 Dürer opuścił Bazyleę i przybył do Strasburga. Jego pobyt w tym mieście jest udokumentowany m.in. drzeworytem w Opus speciale Missarum Grüningena, wydanym w listopadzie 1493. Najwyraźniej jakiś czas potem został wezwany do powrotu do domu, gdyż po 18 maja 1494 był już w Norymberdze, gdzie 7 lipca 1494 poślubił piękną i zamożną Agnes Frey (zm. 1539), córkę norymberskiego mieszczanina. W ciągu następnych lat, do 1500, namalował akwarelą serię małych pejzaży – inspiracją do nich była rodzinna Norymberga oraz podróż do Wenecji, którą rozpoczął jesienią 1494, a zakończył w maju 1495.

### Lata 1497–1505
Dürer usamodzielnił się w roku 1497. W pierwszym okresie swojej działalności artystycznej stworzył kilka portretów, namalował też parę autoportretów (zob. autoportrety Albrechta Dürera). Z 1500 r. pochodzi mały Chrystus na krzyżu (obecnie w Galerii Drezdeńskiej), obrazek o niewysłowionej finezji wykonania, oraz – z tego samego okresu – detale ołtarzy w Dreźnie (Maria z Dzieciątkiem i Ukrzyżowanie Chrystusa).
Głównie jednak poświęcał swój czas grawiurom i drzeworytom – rycinom do książek. Bardzo szybko zajął się miedziorytnictwem: pierwszy datowany sztych pochodzi z roku 1497, jednakże istnieją z pewnością starsze, niedatowane. Z tego czasu pochodzi również Apokalipsa (Apocalypsis cum figuris, 1498) – cykl piętnastu drzeworytów oraz miedzioryt Adam i Ewa.

### Podróż do Wenecji 1505–1506
Jesienią 1505 Dürer udał się w drugą podróż do Wenecji, gdzie działali już wówczas najwięksi mistrzowie szkoły weneckiej: Tycjan, Giorgione, Palma il Vecchio, a przede wszystkim Giovanni Bellini, który najbardziej wpłynął na artystę.
O ile już wcześniej jego pierwsze studia, jego praca i talent nauczyły go cenić wartość poprawności i wierności rysunku rzeczywistości, tutaj olśniła go niesamowita głębia i potencjał kolorystyki. Niemieccy kupcy w Wenecji zamówili dla tamtejszego kościoła św. Bartłomieja duży obraz Matki Boskiej Różańcowej, nabyty później za pokaźną kwotę przez cesarza Rudolfa II, który przekazał go do Klasztoru Strachowskiego (1506, Galeria Narodowa, Praga). Przedstawia on ukoronowanie Madonny przez dwóch aniołów. Maria podaje Cesarzowi wieniec z róż, Dzieciątko Jezus – Papieżowi, zaś św. Dominik i liczni aniołowie – zgromadzonym wokół ludziom. W poważnie zniszczonym poprzez przemalowania obrazie widać wyraźnie wpływy weneckie.
Jakkolwiek w Wenecji Dürer zyskał rozgłos, a rada miejska była skłonna zapłacić 200 dukatów za roczny pobyt w mieście, późną jesienią roku 1506 opuścił Włochy i udał się w podróż powrotną do domu.

### Lata 1506–1514

#### Malarstwo
Z pierwszych dzieł Dürera po powrocie z Włoch należy wymienić portret młodzieńca (1507, obecnie w zbiorach Kunsthistorisches Museum w Wiedniu), dwa obrazy przedstawiające Adama i Ewę w Raju (namalowany w 1507 na zamówienie rajców norymberskich) wzorowane na wcześniejszym miedziorycie, przy czym artysta za pomocą języka malarskiego wypracował kanon piękna człowieka.
W latach 1507 i 1508 zajmował się obrazem zamówionym przez elektora saskiego księcia Fryderyka Mądrego dla kolegiaty w Wittenberdze (obecnie w Kunsthistorisches Museum w Wiedniu), którego tematem była męka dziesięciu tysięcy chrześcijan za króla perskiego Sapora. Po jego ukończeniu Dürer rozpoczął pracę nad słynnym Wniebowzięciem NMP, które Jakub Heller zamówił do ołtarza kościoła Dominikanów we Frankfurcie nad Menem. Obraz przyniósł zakonnikom, którzy pokazywali go za opłatą, niemałe dochody. Po tym, gdy cesarz Rudolf bezskutecznie zaoferował zań 100 000 guldenów, został on nabyty przez elektora saskiego Maksymiliana I za kwotę 1000 talarów. Przepadł bezpowrotnie w wyniku wielkiego pożaru zamku w Monachium w 1673 r. Kopia Paula Juvenela znajduje się w Saalhof we Frankfurcie nad Menem, nieopodal zachowanego ciągle skrzydła (dziś Historisches Museum). Obraz przedstawia Maryję, przeniesioną przez anioła z doczesnego życia w niebiańską glorię. Bóg Ojciec i Syn przyjmują ją z miłością i nakładają na jej skroń koronę. Apostołowie patrzą zdumieni na pusty grób. W tym obrazie Dürer sportretował siebie: w drugim planie obrazu opiera się o tablicę, z której można odczytać: „Albertus D. Alemanus faciebat post Virginis partum 1509”.
Albrecht Dürer pracował na zlecenie cesarza Maksymiliana I. W latach 1511–1513 namalował reprezentacyjne portrety cesarskie dla Norymbergi; są one wyjątkowo niepodpisane. Za ich pomocą miasto chciało otwarcie podbudować swoje prawo przechowywania insygniów władzy. Karol Wielki został przedstawiony w szacie cesarskiej, z mieczem w prawej ręce i jabłkiem królewskim w lewicy; Cesarz Zygmunt zaś – odwrotnie. Obydwa obrazy znajdują się obecnie w zbiorach Niemieckiego Muzeum Narodowego w Norymberdze (Germanisches Nationalmuseum).
Z roku 1511 pochodzi słynny obraz na drewnie: Adoracja Trójcy Świętej, namalowany pierwotnie dla Brüderhaus w Landau, później (około 1600) oddany przez norymberską radę miejską do dyspozycji cesarza Rudolfa (obecnie w Kunsthistorisches Museum, Wiedeń). W dolnej części tego po mistrzowsku namalowanego i zakomponowanego obrazu Dürer sportretował się w postaci antycznej figury trzymającej tablicę z łacińską inskrypcją.
Uważa się, że namalował portret Caritas Pirckheimer, z którą koresponował.

#### Grafika
W tych latach Dürer opublikował, nie licząc mniejszych drzeworytów i miedziorytów, trzy większe serie ksylografów, świadczące o bogatej inwencji artysty i należące do najwybitniejszych dzieł norymberskiego mistrza: Mała Pasja, Duża Pasja oraz Żywot Marii. Eksperymentował też z suchą igłą (na miedzi). Tak powstały Św. Weronika (1510), Mąż Boleści i Św. Hieronim w pracowni (obydwie grafiki z 1512).
Od tego czasu w twórczości Dürera przeważają drzeworyty i miedzioryty; rzadziej maluje obrazy. Z tych ostatnich znany jest mały obraz pochodzący z roku 1512, przedstawiający Maryję z nagim Dzieciątkiem trzymającym nadgryzioną gruszkę. W tym samym roku powstają w przeważającej mierze małe grawiury, a wśród nich – trzecia Pasja. Mniej więcej w tym czasie Dürer otrzymał list od swego mecenasa, cesarza Maksymiliana, w sprawie obrony grafik przed imitacjami. Jako wyróżniające się dzieła z roku 1512 należy wymienić sztychy: Maria na trawiastym brzegu, Chrystus Cierpiący (obydwie grafiki suchą igłą) oraz Święty Hieronim w pracowni. Z kolejnych lat pochodzą najsłynniejsze ryciny Dürera: Rycerz, śmierć i diabeł (1513), Św. Hieronim w pracowni, Melancholia I (obie z 1514), Św. Eustachy klęczący przed swym koniem, jak również zamówiony pierwotnie dla norymberskiego kościoła pod wezwaniem św. Katarzyny, a znajdujący się obecnie w monachijskiej pinakotece Ołtarz narodzenia pańskiego. Od 1515 w twórczości Dürera pojawia się również akwaforta.

## Znaczenie w historii sztuki
Najistotniejszą z zasług Dürera jest jego szczególny wkład w rozwój drzeworytnictwa i miedziorytnictwa. Nadał drzeworytowi rangę samodzielnego dzieła sztuki plastycznej, doprowadzając go do poziomu miedziorytu, w którym udało mu się do perfekcji opanować operowanie światłem.
Tak samo jak drzeworyt, Dürer zrewolucjonizował techniki miedziorytnicze. Sztychy takie jak Rycerz, śmierć i diabeł, czy Melancholia I przysporzyły mu sławy w całej Europie i zapewniły mu oddziaływanie, którego z pewnością nie uzyskałby żadnym swoim obrazem. Dürer – podobnie jak Tycjan czy Michał Anioł – dostrzegł znaczenie grafiki również w tym, że sprzedawane sztychy mogą nabrać wymiernej wartości finansowej. Swoje grafiki wydawał Dürer własnym sumptem. Stosowane przezeń rozwiązania graficzne szybko rozprzestrzeniły się na całym kontynencie.
Jego postać upamiętnia m.in. pomnik w Norymberdze, postawiony z okazji 300. rocznicy śmierci artysty.

## Teoretyk sztuki
Był jednym z pierwszych nowożytnych artystów Północy tworzących naukową teorię sztuki. Jest autorem traktatów:
- Pouczenie o mierzeniu cyrklem i linią (wyd. 1523)
- Pouczenie o umacnianiu miast, zamków i wsi (wyd. ok. 1527)
- Cztery księgi o proporcjach ciała człowieka (wyd. 1528)

Na podstawie jego szkiców przebudowane zostały u progu XVI wieku mury obronne Ulm.

## Twórczość
Pozostawił po sobie ok. 70 obrazów, 100 miedziorytów i akwafort, 250 drzeworytów oraz ok. 1000 rysunków.

### Obrazy olejne
- Portret ojca artysty – 1490, 48 × 40 cm, Galeria Uffizi, Florencja
- Portret matki, Barbary Holper – 1490, 47 × 38 cm, Germanisches Nationalmuseum, Norymberga
- Autoportret z kwiatem mikołajka – 1493, 56,5 × 44,5 cm, Luwr, Paryż
- Chrystus Frasobliwy – ok. 1493, 30 × 19 cm, Staatliche Kunsthalle, Karlsruhe
- Św. Hieronim na pustyni – ok. 1495, 23 × 17 cm, National Gallery w Londynie
- Siedem boleści Maryi – 1495-6, Galeria Obrazów Starych Mistrzów w Dreźnie
  - Obrzezanie Chrystusa – 63 × 45,5 cm
  - Ucieczka do Egiptu – 63 × 46 cm
  - Dwunastoletni Jezus w świątyni – 62,5 × 45 cm
  - Niesienie krzyża – 63 × 44,5 cm
  - Przybicie Chrystusa do krzyża – 62 × 46,5 cm
  - Chrystus na krzyżu – 63,5 × 45,5 cm
  - Opłakiwanie – 63 × 46 cm
- Książę Fryderyk Mądry, elektor saski – ok. 1496, 76 × 57 cm, Gemäldegalerie, Berlin
- Siedem boleści Maryi – ok. 1496, 109 × 43 cm, Stara Pinakoteka, Monachium
- Ołtarz Drezdeński – ok. 1496, 114 × 96,5 (śr.) + 114 × 96,5 cm (panele), Galeria Obrazów Starych Mistrzów w Dreźnie
- Lot z córkami – 1496-9, 52,5 × 42,2 cm, National Gallery of Art, Waszyngton
- Matka Boska Bolesna – 1496-7, 110 × 43 cm, Stara Pinakoteka, Monachium
- Madonna z Dzieciątkiem (Madonna Hallera) – 1496-98, 53 × 41 cm, National Gallery of Art, Waszyngton
- Portret ojca artysty – 1497, 51 × 40 cm, National Gallery w Londynie
- Katharina Furlegerin – 1497, 56 × 43 cm, Städel Museum, Frankfurt nad Menem
- Autoportret w rękawiczkach (Autoportret w wieku 26 lat) – 1498, 52 × 41 cm, Prado, Madryt
- Portret Osfolta Krela – 1499, 50 × 39 cm, Stara Pinakoteka, Monachium
- Portret Hansa Tuchera – 1499, 28 × 24 cm, Schlossmuseum, Weimar
- Portret Felicitas Tuker – 1499, 28 × 24 cm, Schlossmuseum Weimar
- Portret Elsbeth Tucher – 1499, 29 × 23 cm, Staatliche Kunstsammlungen, Kassel
- Autoportret w futrze (Autoportret w wieku 28 lat) – 1500, 67 × 49 cm, Stara Pinakoteka, Monachium
- Opłakiwanie – ok. 1500, 151 × 121 cm, Stara Pinakoteka, Monachium
- Herkules zabijający ptaki stymfalijskie – 1500, 87 × 110 cm, Germanisches Nationalmuseum, Norymberga
- Ołtarz Paumgartnerów – ok. 1503, 155 × 126 cm + 157 × 61 cm (skrzydła), Stara Pinakoteka, Monachium
- Hiob z żoną (Skrzydło Ołtarza Jobacha) – 1503-5, 96 × 51 cm, Städelsches Kunstinstitut, Frankfurt nad Menem
- Dwaj muzykanci (Skrzydło Ołtarza Jobacha) – 1503-5, 96 × 51 cm, Wallraf-Richartz-Museum, Kolonia
- Pokłon Trzech Króli – 1504, 100 × 114 cm, Uffizi, Florencja
- Święto Różańcowe – 1506, 162 × 194,5 cm, Galeria Narodowa, Praga
- Chrystus wśród uczonych w Piśmie – 1506, 65 × 80 cm, Museo Thyssen-Bornemisza, Madryt
- Portret Burkarda von Speyera – 1506, 32 × 27 cm, Royal Collection, Windsor
- Madonna i Dzieciątko z czyżykiem – 1506, 91 × 76 cm, Gemäldegalerie, Berlin
- Portret kobiety na tle morza lub Młoda Wenecjanka – 1506-7, 28,5 × 21,5 cm, Gemäldegalerie, Berlin
- Portret młodego Włocha – 1506, 50 × 40 cm, Palazzo Rosso, Genua
- Adam i Ewa – 1507, 209 × 81 + 209 × 81 cm, Prado, Madryt
- Alegoria skąpstwa – 1507, 35 × 29 cm, Gemäldegalerie, Berlin
- Portret młodego mężczyzny – 1507 cm, 35 × 29 cm, Kunsthistorisches Museum, Wiedeń
- Dziesięć tysięcy męczenników – 1508, 99 × 87 cm, Kunsthistorisches Museum, Wiedeń
- Adoracja Trójcy Świętej (Ołtarz Landauera) – 1511, 135 × 123,4 cm, Kunsthistorisches Museum, Wiedeń
- Madonna i Dzieciątko z gruszką – 1512, 49 × 37 cm, Kunsthistorisches Museum, Wiedeń
- Madonna z Dzieciątkiem i kwiatem goździka – 1516, 40 × 30 cm, Stara Pinakoteka, Monachium
- Portret duchownego – 1516, 42,9 × 32 cm, National Gallery of Art, Washington
- Portret Michaela Wolgemuta – 1516, 29 × 27 cm, Germanisches Nationalmuseum, Norymberga
- Samobójstwo Lukrecji – 1518, 168 × 74.8 cm, Stara Pinakoteka, Monachium
- Portret cesarza Maksymiliana – 1519, 73 × 61,5 cm, Kunsthistorisches Museum, Wiedeń
- Święta Anna Samotrzeć – 1519, 60 × 50 cm, Metropolitan Museum of Art, Nowy Jork
- Bernhard von Ressen – 1521, 45,5 × 31,5 cm, Galeria Obrazów Starych Mistrzów w Dreźnie
- Św. Hieronim – 1521, 60 × 48 cm, Muzeum Narodowe Sztuki Antycznej, Lizbona
- Portret nieznanego mężczyzny – 1524, 50 × 36 cm, Prado, Madryt
- Czterej Apostołowie – 1526, 215 × 76 cm + 215 × 76 cm, Stara Pinakoteka, Monachium
- Portret Jacopa Muffela – 1526, 48 × 26 cm, Gemäldegalerie, Berlin
- Portret Hieronimusa Holzschubera – 1526, 51 × 37 cm, Gemäldegalerie, Berlin
- Portret Johannesa Klebergera – 1526, 36,5 × 36,5 cm, Kunsthistorisches Museum, Wiedeń

### Wybrane akwarele
- Wzgórza Italii (1494-5)
- Widok na Arco (1495)

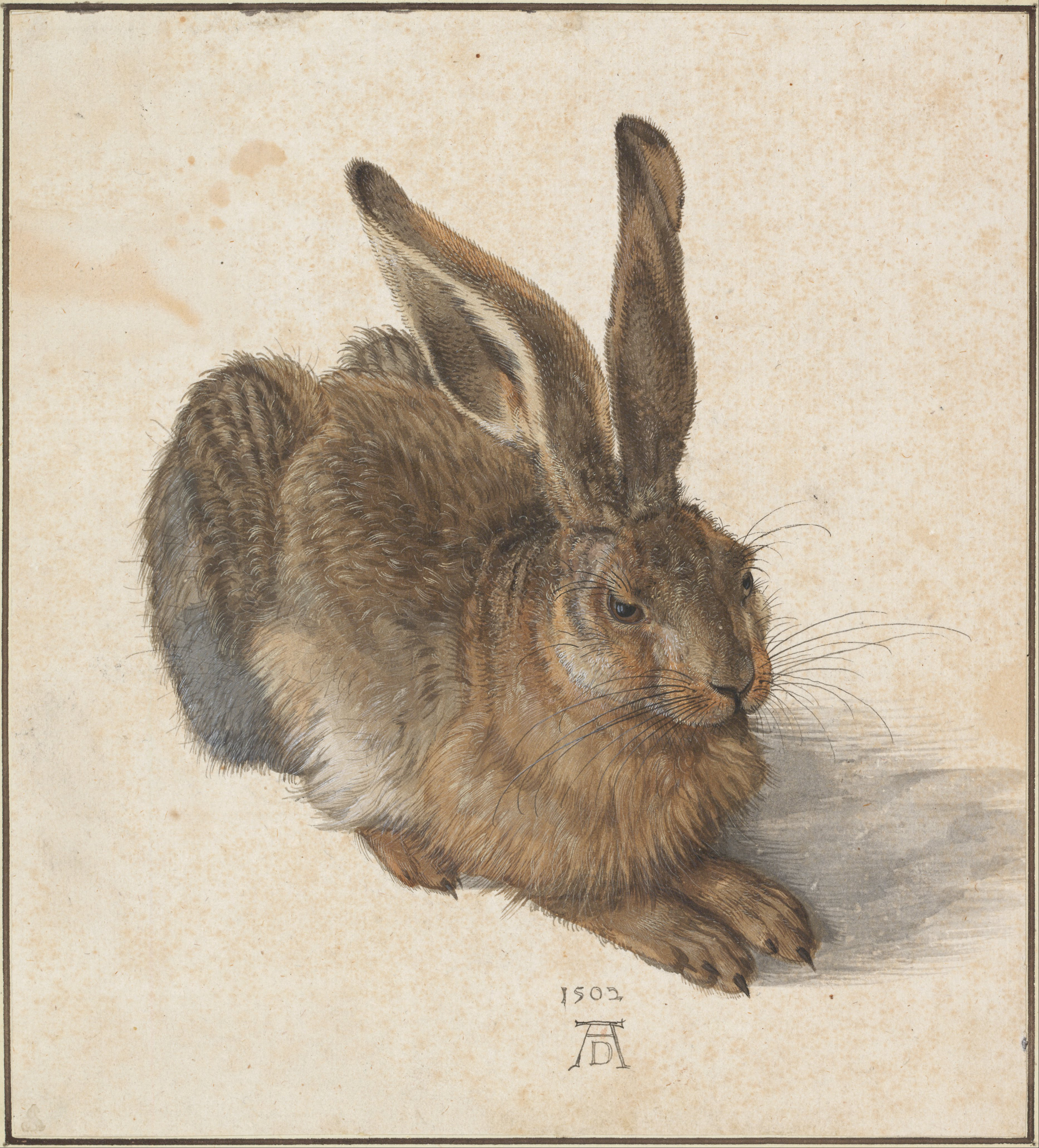
Młody zając

- Panorama z widokiem na zamek w Trydencie (1495)
- Widok Innsbrucku (1495)
- Widok Wersberga (ok. 1495)
- Krab (1495)
- Świerk (1495-7)
- Staw w lesie (1496)
- Młyn nad rzeką (1496-8)
- Jeździec (1498)
- Młody zając (1502)
- Studium traw lub Wielka kępa trawy (1503)
- Matka Boska z Dzieciątkiem wśród zwierząt (1503)
- Łoś (1504)
- Skrzydło kraski (1500) lub (1512)
- Syrena (1513)
- Czapla (1513)
- Głowa jelenia (1514)
- Nozdrza muflona (1523)

### Cykle graficzne
- 1498: Apokalipsa (łac. Apocalypsis cum Figuris) – 15 drzeworytów
- 1498–1510: Wielka Pasja – 11 drzeworytów
- 1501–1511: Życie Marii – 20 drzeworytów
- 1509–1511: Mała Pasja – 37 drzeworytów

### Wybrane grafiki
- 1495: Sześciu wojowników
- 1496: Łaźnia męska
- 1496: Syn marnotrawny

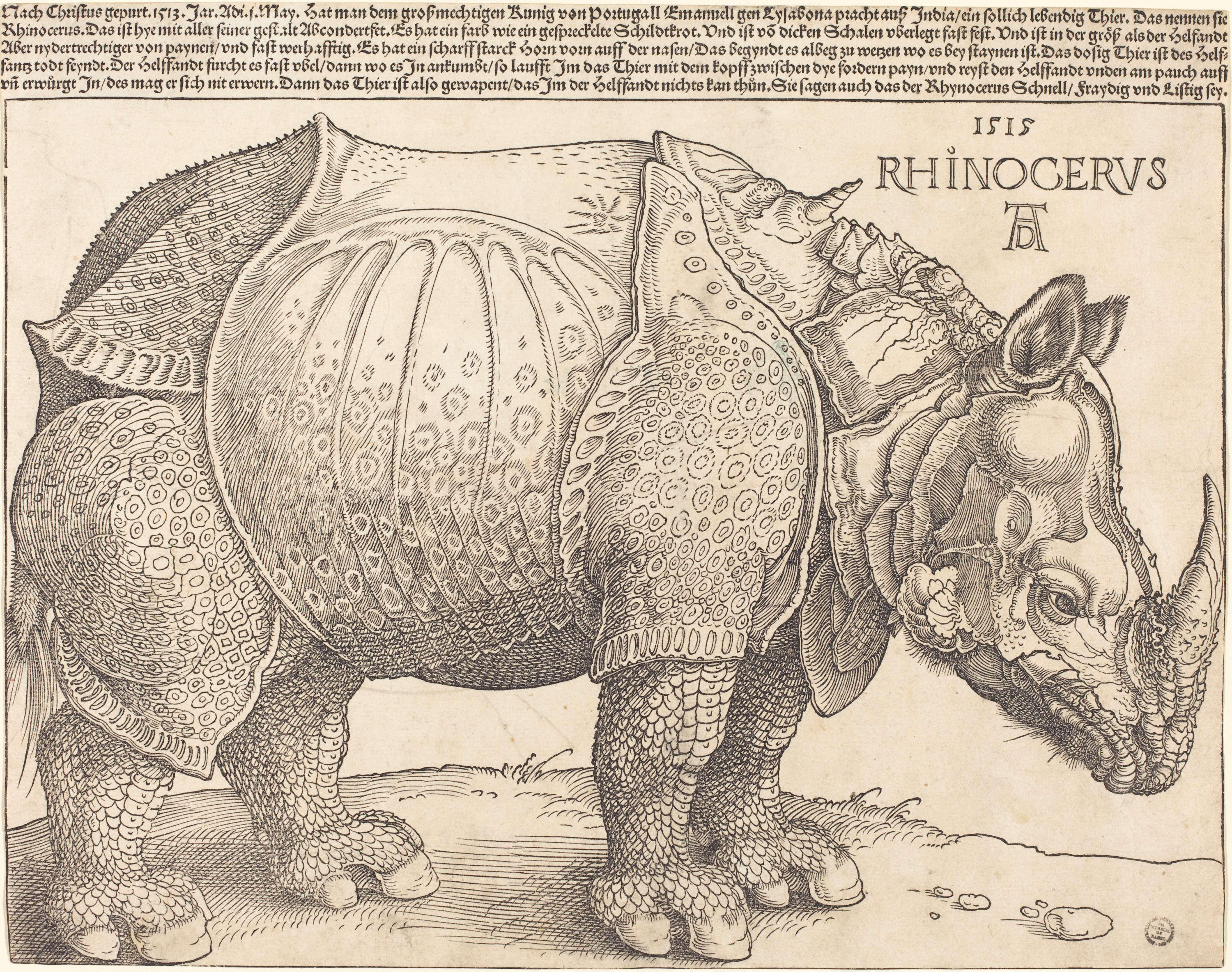
Nosorożec, 1515

- 1497: Cztery czarownice lub Cztery nagie kobiety
- 1497: Święta Rodzina z trzema zajączkami
- 1497–98: Męczeństwo dziesięciu tysięcy chrześcijan
- 1498: Czterech Jeźdźców Apokalipsy
- ok. 1498: Dziwo morskie
- ok. 1498: Madonna z małpką
- 1500: Wizja św. Eustachego
- 1504: Adam i Ewa
- 1510: Zmartwychwstanie
- 1512: Mąż Boleści
- 1512: Św. Hieronim w pustelni
- 1513: Rycerz, Śmierć i Diabeł
- 1514: Św. Hieronim w pracowni
- 1514: Melancholia I
- 1515: Modlitwa w Ogrójcu
- 1515: Nosorożec
- 1518: Działo
- 1526: Erazm z Rotterdamu